# Arthur Rimbaud
Jean Nicolas Arthur Rimbaud (n. 20 octombrie 1854, Charleville⁠(d), Champagne-Ardenne, Franța – d. 10 noiembrie 1891, Marsilia, Franța) a fost un poet francez, figură centrală a literaturii moderne, precursor al simbolismului.
A început să scrie poezii deja la vârsta de 10 ani, în 1870 publică prima sa scriere "Les étrennes des orphelins". În același an, la 29 august, fuge de acasă la Paris, unde vagabondează și este închis într-o casă de corecție pentru minori. Este eliberat de un prieten al familiei, Georges Izambart, care-l readuce acasă. La vârsta de 17 ani, în 1871, scrie poemul esoteric "Le Bateau ivre" ("Corabia beată"), pe care i-l prezintă poetului Paul Verlaine. În aceste creații de debut se simte influența lui Charles Baudelaire, dar - în același timp - se recunoaște propria sa originalitate în asociațiile metaforice neașteptate și în amestecul între conștiința de sine și resemnare, care va fi prezent și în operele ulterioare. La propunerea lui Paul Verlaine, Rimbaud se stabilește în 1871 în locuința acestuia din Paris, unde întrețin până în anul 1873 o relație amoroasă. Se ajunge la ruptură definitivă în 1873, când Verlaine, încercând să-l ucidă, îi produce o rănire gravă. 

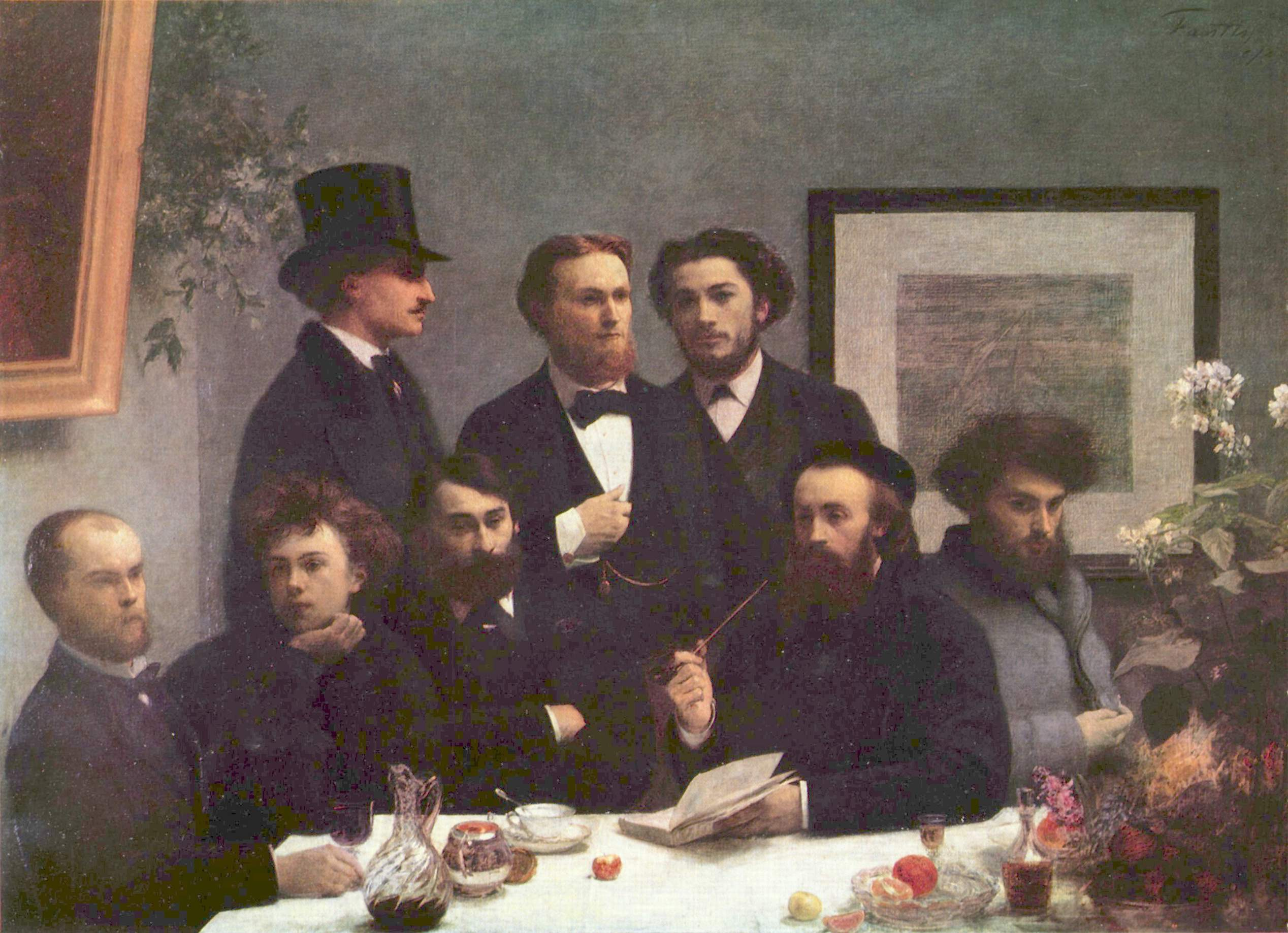
Paul Verlaine și Arthur Rimbaud (jos, în stânga tabloului), tablou de Henri Fantin-Latour

Acest episod este redat de Rimbaud în poemul în proză "Une Saison en enfer" ("Un anotimp în infern"), care - prin dinamismul și radicalitatea stilistică a compoziției - marchează un punct de cotitură în istoria literaturii. Tot din această perioadă datează ciclul de poeme în proză "Les Illuminations" ("Iluminările"), creații vizionare, pline de explozie poetică a tiparelor convenționale. În acest ciclu se găsește celebrul "Sonnet des voyelles" ("Sonetul vocalelor"), în care, fiecăreia din cele cinci vocale, i se atribuie o anumită culoare.
Urmează o viață de peregrinări și vagabondaj prin Anglia, Germania, Italia, Java și Cipru, lucrând ca prezentator de circ, mercenar, supraveghetor la o carieră de piatră etc. Din 1880 este negustor de cafea, piei de animale și arme în Africa de nord și ia parte la expediții în Etiopia și Somalia. În afara unei bogate corespondențe cu familia, de la vârsta de 20 de ani, Rimbaud nu a mai scris nimic în domeniul literaturii. Bolnav fiind, se întoarce în 1891 la Marsilia, unde moare la 10 noiembrie, în dureri sălbatice din cauza unei cangrene, la vârsta de 37 de ani.

## În cinematografie
Relația sa cu Paul Verlaine a fost tematizată în filmul Eclipsă totală regizat de Agnieszka Holland în anul 1995. În rolul lui Rimbaud a fost distribuit actorul Leonardo DiCaprio.

## Comemorări
Orașul său natal, Charleville-Mézières, a organizat în anul 2004 o serie de manifestări comemorative, în cadrul "Anului Rimbaud".